# Джоу
Вижте пояснителната страница за други значения на Джоу.
Династията Джоу (на китайски: 周朝; на пинин: Zhōu Cháo) е династия, управлявала в Китай от около 1046 година пр.н.е. до 256 година пр.н.е.. Тя заема мястото на династията Шан, а в последните десетилетия на управлението ѝ страната навлиза в Периода на воюващите държави, край на който слага налагането на династията Цин.
Периодът Джоу е свързан с разцвета на бронзовата епоха в Китай, а в неговия край регионът навлиза в желязната епоха. През тази епоха се формира и китайската писменост в нейния вид, използван до наши дни.

## История

### Основаване
Според легендата основател на управляващия в Джоу род Дзи е Хоудзи, митологичен благородник от епохата Ся, но когото се приписва въвеждането на производството на просо. Неговите потомци живеят в днешния окръг Угун в Шънси, но напускат царския двор, отказват се от земеделието и водят номадски живот, подобно на своите варварски съседи. По-късно Гунлю ги отвежда на запад в града Бин в Гансу. Той се намира извън владенията на Ся, но родът Дзи го превръща процъфтяващ земеделски и търговски център, заобиколен от варварите жун и ди.
Около 12 век пр.н.е. Дзи Данфу връща рода Дзи в западната част на Шънси, в долината на река Уей, където те създават княжеството Джоу в рамките на царството на династията Шан. Те водят успешни войни срещу жун и влиянието им нараства, което предизвиква конфликт с царете на Шан. Около 1046 година пр.н.е. Джоу У нанася решително поражение в битката при Муйе на Ди Син, последния владетел на Шан, поставяйки началото на царството Джоу.

### Западна Джоу
Цар У запазва старата столица на Шан за церемониални цели, но изгражда нов град за своя двор и администрация в близкия Хаодзин. Макар ранната смърт на У да оставя млад и неопитен наследник, неговият брат, князът на Джоу, помага на новия владетел Чън да укрепи централната власт. Той подчинява размирните князе и привържениците на Шан и се справя с проблема за легитимността на новата династия, налагайки доктрината за Небесния мандат, като в същото време запазва основните ритуали от предходната епоха в старата столица Чънджоу.
Още през първите години на династията е изградена системата фъндзян, характерна за цялата епоха Джоу, която напомня по-късния европейски феодализъм и дава възможност на владетеля да управлява значителната територия на държавата с помощта на зависими, но относително самостоятелни местни князе. С времето в тази децентрализирана система на управление започват да се засилват вътрешните напрежения, тъй като с поколенията родовите връзки между царете и местните династии постепенно отслабват. Владетелите от периферните области придобиват власт и престиж, сравним с този на централната власт.
В началото на 8 век пр.н.е. цар Йоу прогонва от двора една от своите съпруги, в отговор на което нейният баща, владетел на Шън, подпомогнат от владетеля на Дзън и варварите цюенжън превзема през 771 година пр.н.е. столицата Хаодзин. След смъртта на Йоу благородниците обявяват за нов цар Пин, внук на владетеля на Шън, с което е сложен край на управлението на рода Дзи. Столицата е преместена на изток в Чънджоу, поради което останалата част от епохата Джоу е известна като Източна Джоу.

### Източна Джоу
От 8 до 3 век пр.н.е. държавата Джоу се разпаднала на множество самостоятелни държави. Властта само формално се намирала в ръцете на императора, който бил зависим от аристократите. Настъпил т.нар. „Период на воюващите държави“ (6-3 век пр.н.е.), време, през което обединените княжества водели борба за надмощие. През този период възникнала и класическата китайска философия, чиито главни представители са древнокитайските мъдреци и философи Конфуций и Лао Дзъ. Постепенно започнала да се налага и идеята за възстановяване на централизираната власт.